# Rio Fundoaia (Sălăuţa)
O Rio Fundoaia é um rio da Romênia, afluente do Ştefăniţa, localizado no distrito de Bistriţa-Năsăud.